# Třída Júgumo
Třída Júgumo (japonsky 夕雲型 Júgumo-gata) sestávala z 19 „torpédoborců první třídy“ (一等駆逐艦 Ittó kučikukan) japonského císařského námořnictva, postavených v letech 1940 až 1944 a bojujících ve druhé světové válce. Císařské námořnictvo jednotky této třídy (a třídy Kageró) označovalo jako torpédoborce typu A (甲型駆逐艦 Kó-gata kučikukan). Navazovaly na předchozí třídu Kageró, od které se odlišovaly lafetací 127mm kanónů typu 3. roku do dělových věží typu D s elevací až 75 °.
Všechny jednotky se aktivně účastnily bojů v Pacifiku. Doprovázely těžké jednotky floty, podporovaly vylodění, v rámci tokijského expresu dopravovaly zásoby a posily na ostrovy v Šalomounech, kryly a prováděly evakuace stahovaných jednotek. Toto nasazení si ale mezi nimi vybralo svoji daň a žádný z torpédoborců se nedočkal konce války. Devět jednotek padlo za oběť leteckým útokům, čtyři jednotky byly ztraceny ve střetech s hladinovými jednotkami nepřítele, čtyři potopeny ponorkami, jedna byla ztracena společným útokem letadel a hladinových jednotek a u jedné není jasné, zda najela na minu, či zda se nestala obětí amerických torpédových člunů.

## Program 1939, 1941 a modifikovaný 1942
Program výstavby loďstva z roku 1939 počítal s postavením posledních čtyř jednotek předchozí třídy Kageró a jedenácti jednotek nové třídy Júgumo, které obdržely trupová čísla 116 až 124, 126 a 127. Někdy je do této první série třídy Júgumo počítán i torpédoborec Akigumo (trupové číslo 115). Ten ale patřil ještě do předchozí třídy Kageró, o čemž svědčí například i použití starších dělových věží typu C, místo novějších typu D. Program z roku 1939 byl jediný, který se u třídy Júgumo podařilo realizovat celý v původním rozsahu.
Podle programu z roku 1941 mělo být postaveno dalších šestnáct jednotek, někdy též označovaných jako podtřída Hamanami. Realizováno ale bylo pouze prvních osm jednotek trupových čísel 340 až 347. Zbývajících osm jednotek (trupová čísla 348 až 355) bylo zrušeno ještě před položením kýlu. Rovněž byla zrušena plánovaná stavba osmi jednotek třetí série (trupová čísla 5041 až 5048) podle modifikovaného programu z roku 1942.

## Konstrukce
Třída Júgumo vycházela z předchozí třídy Kageró. Lišila se od ní standardním výtlakem navýšeným o 44 tun a prodloužením trupu na vodorysce o 0,8 metru. Dále se nepatrně lišily ve tvaru přední nástavby a předního stěžně.

### Pohon
Pohonná soustava byla převzata z předchozí třídy Kageró a sestávala ze dvou sestav parních turbín Kanpon o výkonu po 26 000 k (15 445,5 kW) při 380 otáčkách lodního šroubu za minutu.
Přehřátou páru pro turbíny generovaly tři vodotrubné kotle Ro-gó Kanpon šiki.
Přední komín byl mohutnější a odváděl spaliny z předních dvou kotlů. Zadní komín odváděl spaliny pouze ze zadního kotle.

### Výzbroj
Hlavňová i torpédová výzbroj zůstaly zachovány, jako u třídy Kageró, ale změnila se lafetace 127mm děl. Nově se tyto kanóny montovaly do dělových věží typu D, které umožňovaly elevaci až 75 ° oproti 55 ° u dělových věží typu C použitými u předchozích tříd. Díky této změně měly jednotky třídy Júgumo lepší protiletadlovou obranu. Jedna dvouhlavňová věž byla – již tradičně – umístěna na přední palubě před můstkem, druhá na zadní nástavbě a třetí na palubě za zadní nástavbou.
Torpéda byla odpalována ze dvou otočných zakrytovaných čtyřhlavňových 610mm torpédometů typu 92 model 4, které byly otáčeny motorem na stlačený vzduch. Přední torpédomet se nacházel na nástavbě mezi komíny, přičemž po stranách předního komínu se nacházely zásobníky po dvou rezervních torpédech. Zadní torpédomet se nacházel na palubě za zadním komínem a jeho zásobník se čtyřmi náhradními torpédy se nacházel nalevo od podélné osy plavidla a zadní nástavby. Oba torpédomety byly zakrytované.
V původní konfiguraci nesly první jednotky třídy Júgumo pouze dva dvouhlavňové 25mm kanóny typu 96, které byly umístěny na platformě u zadního komínu.

## Pozdější modifikace
Během války byla u přežívajících, či nově stavěných jednotek posilována protiletadlová výzbroj a došlo k instalaci radarů. 25mm kanóny byly montovány v jedno–, dvou– a trojhlavňovém uspořádání a jejich počet stoupl až na 28 hlavní. Některé jednotky přišly o jeden ze zásobníků torpéd, aby se uvolnilo místo pro další protiletadlovou výzbroj, ale na rozdíl od torpédoborců předchozích tříd žádná z jednotek třídy Júgumo nepřišla o svoji zadní 127mm věž č. 2 ve prospěch dalších 25mm kompletů.
Jednotky mohly nést přehledový radar 13-gó pro sledování vzdušných cílů a přehledový radar 22-gó proti vzdušným i hladinovým cílům. Fotografie torpédoborců Asašimo (datovaná k 27. listopadu 1943), Hamanami (datovaná k 10. říjnu 1943), Hajanami (datovaná k 24. červenci 1943), Hajašimo (datovaná k únoru 1944) a Kijóšimo (datovaná k 15. květnu 1944) – všechno se jedná o fotografie stavu těsně po dokončení – ukazují pouze instalaci radaru 22-gó na předním stěžni.

## Jednotky třídyJúgumo

### První série podle programu z roku 1939
| Číslo | Jméno            | Loděnice           | Položení kýlu      | Spuštění          | Přijetí do služby | Osud |
| ----- | ---------------- | ------------------ | ------------------ | ----------------- | ----------------- | --- |
| 116   | Júgumo (夕雲)    | arzenál Maizuru    | 12. června 1940    | 16. března 1941   | 5. prosince 1941  | 6. října 1943 potopen americkými torpédoborci v bitvě u Vella Lavella                                          |
| 117   | Makigumo (巻雲)  | Fudžinagata, Ósaka | 23. prosince 1940  | 5. listopadu 1941 | 14. března 1942   | 1. března 1943 najel na minu nebo byl torpédován americkými torpédovými čluny jiho-jihozápadně od ostrova Savo |
| 118   | Kazagumo (風雲)  | Uraga, Jokosuka    | 23. prosince 1940  | 26. září 1941     | 28. března 1942   | 8. června 1944 potopen ponorkou USS Hake v Davaoském zálivu                                                    |
| 119   | Naganami (長波)  | Fudžinagata, Ósaka | 5. dubna 1941      | 5. března 1942    | 30. června 1942   | 11. listopadu 1944 potopen letadly TF 38 v Ormocké zátoce                                                      |
| 120   | Makinami (巻波)  | arzenál Maizuru    | 11. dubna 1941     | 27. prosince 1941 | 18. srpna 1942    | 25. listopadu 1943 potopen americkými torpédoborci v bitvě u mysu svatého Jiří                                 |
| 121   | Takanami (高波)  | Uraga, Jokosuka    | 29. května 1941    | 16. března 1942   | 31. srpna 1942    | 30. listopadu 1942 potopen americkými křižníky a torpédoborci v bitvě u Tassafarongy                           |
| 122   | Ónami (大波)     | Fudžinagata, Ósaka | 15. listopadu 1941 | 31. srpna 1942    | 29. prosince 1942 | 25. listopadu 1943 potopen americkými torpédoborci v bitvě u mysu svatého Jiří                                 |
| 123   | Kijonami (清波)  | Uraga, Jokosuka    | 15. října 1941     | 17. srpna 1942    | 25. ledna 1943    | 20. července 1943 potopen letouny USAAF severo–severozápadně od ostrova Kolombangara                           |
| 124   | Tamanami (玉波)  | Fudžinagata, Ósaka | 16. března 1942    | 20. prosince 1942 | 30. dubna 1943    | 7. července 1944 potopen ponorkou USS Mingo západo–jihozápadně od Manily                                       |
| 126   | Suzunami (涼波)  | Uraga, Jokosuka    | 27. března 1942    | 12. března 1943   | 27. července 1943 | 11. listopadu 1943 potopen v Rabaulu palubními letouny během nájezdu US Navy                                   |
| 127   | Fudžinami (藤波) | Fudžinagata, Ósaka | 25. srpna 1942     | 20. dubna 1943    | 31. července 1943 | 27. října 1944 potopen letouny z USS Essex severně od ostrova Panay                                            |

### Druhá série podle programu z roku 1941
Dokončené jednotky:
| Číslo | Jméno           | Loděnice           | Položení kýlu   | Spuštění          | Přijetí do služby  | Osud |
| ----- | --------------- | ------------------ | --------------- | ----------------- | ------------------ | --- |
| 340   | Hajanami (早波) | arzenál Maizuru    | 15. ledna 1942  | 19. prosince 1942 | 31. července 1943  | 7. června 1944 potopen ponorkou USS Harder jižně od Tawi-Tawi                                                                                            |
| 341   | Hamanami (濱波) | arzenál Maizuru    | 28. dubna 1942  | 18. dubna 1943    | 15. října 1943     | 11. listopadu 1944 potopen letadly TF 38 v Ormocké zátoce                                                                                                |
| 342   | Okinami (沖波)  | arzenál Maizuru    | 15. srpna 1942  | 18. července 1943 | 10. prosince 1943  | 13. listopadu 1944 potopen letadly TF 38 v Manilské zátoce                                                                                               |
| 343   | Kišinami (岸波) | Uraga, Jokosuka    | 29. srpna 1942  | 19. srpna 1943    | 3. prosince 1943   | 4. prosince 1944 potopen ponorkou USS Flasher severozápadně od ostrova Palawan                                                                           |
| 344   | Asašimo (朝霜)  | Fudžinagata, Ósaka | 21. ledna 1943  | 18. července 1943 | 27. listopadu 1943 | 7. dubna 1945 potopen letadly z TF 58 jihozápadně od Nagasaki během operace Ten-gó                                                                       |
| 345   | Hajašimo (早霜) | arzenál Maizuru    | 20. ledna 1943  | 20. října 1943    | 16. února 1944     | 26. října 1944 torpédován Avengerem z USS Hornet při ústupu z bitvy u ostrova Samar. Najel na břeh ostrova Semirara a následně byl 12. listopadu opuštěn |
| 346   | Akišimo (秋霜)  | Fudžinagata, Ósaka | 3. května 1943  | 5. prosince 1943  | 11. března 1944    | 13. listopadu 1944 poškozen náletem letounů z TF 38 v Cavite a následujícího dne se po explozi převrátil                                                 |
| 347   | Kijóšimo (清霜) | Uraga, Jokosuka    | 16. března 1943 | 29. února 1944    | 15. května 1944    | 26. prosince 1944 během operace Rei-gó poškozen bombardéry USAAF a následně doražen torpédovým člunem PT-223                                             |

Vedle těchto osmi dokončených jednotek měla druhá série zahrnovat ještě dalších osm jednotek, jejichž stavba ale byla zrušena 11. srpna 1943 ještě před položením kýlů. Mělo se jednat o tyto jednotky:
| Číslo | Jméno    | Jméno ve znacích |
| ----- | -------- | ---------------- |
| 348   | Umigiri  | 海霧             |
| 349   | Jamagiri | 山霧             |
| 350   | Tanigiri | 谷霧             |
| 351   | Kawagiri | 川霧             |
| 352   | Taekaze  | 妙風             |
| 353   | Kijokaze | 清風             |
| 354   | Satokaze | 里風             |
| 355   | Murakaze | 村風             |

### Třetí modifikovaná série podle programu z roku 1942
Osm jednotek třetí série bylo zrušeno 11. srpna 1943 ještě před zahájením stavby. Mělo se jednat o tyto jednotky:
| Číslo | Jméno    | Jméno ve znacích |
| ----- | -------- | ---------------- |
| 5041  | Jamasame | 山雨             |
| 5042  | Akisame  | 秋雨             |
| 5043  | Nacusame | 夏雨             |
| 5044  | Hajasame | 早雨             |
| 5045  | Takašio  | 高潮             |
| 5046  | Akišio   | 秋潮             |
| 5047  | Harušio  | 春潮             |
| 5048  | Wakašio  | 若潮             |